# 杜麗
杜 麗（と・れい、DU LI、1982年3月5日 - ）は、中国の射撃選手。

## 概要
1982年に山東省淄博市に生まれる。12歳のときスポーツ学校に入り射撃を始める。
2年後淄博市市代表に選ばれる。
同年に山東省の大会に出場し女子40mエアライフルで2位に入る。2002年ごろには国際大会にも出場するようになり、国家代表に選ばれる。
2004年、アテネオリンピックに出場し10mエアライフルで金メダルを獲得する。
4年後、北京オリンピックに出場し10mライフル射撃に出場するがカテリナ・エモンシュに敗れた。
その後ライフル3姿勢に出場し、予選、決勝ともに1位で金メダルを獲得した。

## 主な成績
- オリンピック
  - 2004年アテネオリンピック
    - 10mエアライフル 金メダル

  - 2008年北京オリンピック
    - 10mエアライフル 5位
    - 50mライフル3姿勢 金メダル

  - 2016年リオデジャネイロオリンピック
    - 10mエアライフル 銀メダル
    - 50mライフル3姿勢 銅メダル